# Подсолнечный (Самарская область)
Подсолнечный — посёлок в Елховском районе Самарской области. Входит в сельское поселение Красные Дома. 

## География
Находится на реке Чесноковка на расстоянии примерно 15 километров по прямой на восток от районного центра села Елховка.

## История
Основан в 1846 году. На 1910 год учтено 34 двора, 191 человек, русские. Название дано от расположения на северной (солнечной) стороне долины.

## Население
Постоянное население составляло 27 человек (русские 96%) в 2002 году, 18 в 2010 году.